# Liste der Baudenkmäler in Heinersreuth
Auf dieser Seite sind die Baudenkmäler in der oberfränkischen Gemeinde Heinersreuth zusammengestellt. Diese Tabelle ist eine Teilliste der Liste der Baudenkmäler in Bayern. Grundlage ist die Bayerische Denkmalliste, die auf Basis des Bayerischen Denkmalschutzgesetzes vom 1. Oktober 1973 erstmals erstellt wurde und seither durch das Bayerische Landesamt für Denkmalpflege geführt wird. Die folgenden Angaben ersetzen nicht die rechtsverbindliche Auskunft der Denkmalschutzbehörde.

## Baudenkmäler nach Gemeindeteilen

### Heinersreuth
| Lage                                                                                                  | Objekt                                                    | Beschreibung | Akten-Nr.              | Bild                                                      |
| --- | --------------------------------------------------------- | --- | ---------------------- | --------------------------------------------------------- |
| Bayreuther Straße (Standort)                                                                          | Evangelisch-Lutherische Pfarrkirche                       | Saalbau mit eingezogenem Rechteckchor, massiver, verputzter Satteldachbau mit Glockenturm mit Zwiebelhaube, von Christian Ritter von Popp, 1936/37 | D-4-72-150-20          | BW                                                        |
| Bayreuther Straße 1 (Standort)                                                                        | Gasthaus                                                  | Traufständiger Sandsteinquaderbau, zweigeschossig mit Halbwalmdach, im Keller bezeichnet mit „1833“. | D-4-72-150-1 Wikidata  | Gasthaus                                                  |
| Bayreuther Straße 6 (Standort)                                                                        | Kriegerdenkmal für die Gefallenen des zweiten Weltkrieges | Anlage mit zentralem Granitkreuz, umgebend zehn Tafeln mit Namen der Gefallenen, 1961. | D-4-72-150-18 Wikidata | Kriegerdenkmal für die Gefallenen des zweiten Weltkrieges |
| Kulmbacher Straße (Ecke Wolfengasse) (Standort)                                                       | Kriegerdenkmal für die Gefallenen von 1914/18             | Über Treppe erschlossene apsidenartige Anlage mit oktogonalem Pfeiler mit Reichsapfel, 1922 von Kummer. | D-4-72-150-13 Wikidata | Kriegerdenkmal für die Gefallenen von 1914/18             |
| Schloßplatz 5 (Standort)                                                                              | Wappenrelief                                              | Sandstein, bezeichnet mit „1552“ und „1844“. | D-4-72-150-2 Wikidata  | BW                                                        |
| Angerfeld, Kreisstraße BT 14, Roter Main (östlich des Ortes an der Straße nach Cottenbach) (Standort) | Brücke                                                    | Zweibogige Sandsteinbrücke „Heubruck“ über den Roten Main aus der zweiten Hälfte des 18. Jahrhunderts. Seit 2017 ist die Brücke im Verlauf der Straße nach Cottenbach für den Schwerlastverkehr gesperrt. Bis Ende des Jahres 2026 sollte ihre Sanierung abgeschlossen sein; 2024 wurde jedoch bekannt, dass sie durch einen Neubau ersetzt werden soll. | D-4-72-150-19 Wikidata | Brücke                                                    |

### Altenplos
| Lage                           | Objekt                                     | Beschreibung | Akten-Nr.             | Bild           |
| ------------------------------ | ------------------------------------------ | --- | --------------------- | -------------- |
| Hauptstraße 1 (Standort)       | Bauernhaus                                 | Wohnstallhaus, giebelständiger, eingeschossiger Satteldachbau, Sandsteinquader, Fachwerkgiebel, um 1800; Sandsteinzaunpfeiler, erste Hälfte 19. Jahrhundert. | D-4-72-150-3 Wikidata | BW             |
| Hauptstraße 4 (Standort)       | Bauernhaus                                 | Wohnstallhaus, zweigeschossiger Walmdachbau, Sandsteinquader, erste Hälfte 19. Jahrhundert.                                                                  | D-4-72-150-4 Wikidata | BW             |
| Schloßhof 1 (Standort)         | Ehemaliges Schloss                         | Zweigeschossiger Mansarddachbau mit übergiebeltem Mittelrisalit, Eckrustika und Dachreiter, Sandsteinquader, 1738 von Friedrich Jakob Grael.                 | D-4-72-150-5 Wikidata | weitere Bilder |
| Schloßhof 8, 10, 12 (Standort) | Reihenhäuser                               | Zweigeschossige Satteldachbauten mit Gurtgesims an Stelle der ehemaligen Wirtschaftsgebäude des Schlosses, bezeichnet mit „1909“.                            | D-4-72-150-6 Wikidata | BW             |
| Schloßhof 9, 11 (Standort)     | Ehemalige Wirtschaftsgebäude des Schlosses | Scheune, Satteldachbau, Sandsteinquader, bezeichnet mit „1744“; Wohnhaus, zweigeschossiger Satteldachbau, bezeichnet mit „1698“.                             | D-4-72-150-7 Wikidata | BW             |

### Cottenbach
| Lage                    | Objekt     | Beschreibung | Akten-Nr.             | Bild |
| ----------------------- | ---------- | --- | --------------------- | ---- |
| Cottenbach 3 (Standort) | Bauernhaus | Giebelständiger, eingeschossiger Satteldachbau mit Zwerchhaus, Sandsteinquader, Fachwerkgiebel, erste Hälfte 19. Jahrhundert.                        | D-4-72-150-8 Wikidata | BW   |
| Cottenbach 9 (Standort) | Bauernhaus | Giebelständiger, eingeschossiger Satteldachbau, Sandsteinquader, am Giebel faszierte Fenstergewände, Fensterschürzen, Gesims, bezeichnet mit „1820“. | D-4-72-150-9 Wikidata | BW   |

### Flur
| Lage                         | Objekt                                                     | Beschreibung                                               | Akten-Nr.              | Bild |
| ---------------------------- | ---------------------------------------------------------- | ---------------------------------------------------------- | ---------------------- | ---- |
| Bundesstraße B 85 (Standort) | Sandsteinsäule zur Markierung der Stadtgrenze von Bayreuth | Mit Bayreuther Stadtwappen und Inschrift, Sandstein, 1939. | D-4-72-150-14 Wikidata | BW   |

### Unterkonnersreuth
| Lage                           | Objekt | Beschreibung                                                                                    | Akten-Nr.              | Bild  |
| ------------------------------ | ------ | ----------------------------------------------------------------------------------------------- | ---------------------- | ----- |
| Unterkonnersreuth 8 (Standort) | Mühle  | Zweigeschossiger Satteldachbau, bezeichnet mit „1796“, im Kern älter, der Dachaufbau nach 1908. | D-4-72-150-10 Wikidata | Mühle |

### Unterwaiz
| Lage                                   | Objekt | Beschreibung                                                         | Akten-Nr.              | Bild           |
| -------------------------------------- | ------ | -------------------------------------------------------------------- | ---------------------- | -------------- |
| Alte Dorfstraße (bei Nr. 3) (Standort) | Brücke | Einbogige Sandsteinquaderbrücke über den Dühlbach, bezeichnet „1792“ | D-4-72-150-11 Wikidata | weitere Bilder |